# Cryptothele
Genre
Cryptothele est un genre d'araignées aranéomorphes de la famille des Zodariidae.

## Distribution
Les espèces de ce genre se rencontrent en Océanie, en Asie du Sud-Est, en Asie du Sud et aux Seychelles.

## Liste des espèces
Selon World Spider Catalog (version 25.5, 06/02/2025) :
- Cryptothele alluaudi Simon, 1893
- Cryptothele ceylonica O. Pickard-Cambridge, 1877
- Cryptothele collina Pocock, 1901
- Cryptothele doreyana Simon, 1890
- Cryptothele marchei Simon, 1890
- Cryptothele sundaica Thorell, 1890
- Cryptothele verrucosa L. Koch, 1872

## Systématique et taxinomie
Ce genre a été décrit par L. Koch en 1872 dans les Cryptothelidae.

## Publication originale
- L. Koch, 1872 : Die Arachniden Australiens. Nürnberg, vol. 1, p. 105-368 (texte intégral).